# Epitaf (album)
Epitaf je kompilacijski album riječke rock-skupine Laufer, kojeg 2004. godine objavljuje diskografska kuća Croatia Records.
Kompilacija sadrži osamnaest skladbi koje pokrivaju njihovu čitavu glazbenu karijeru. Album je pripremio 
Vlado Simčić Vava, gitarist Laufera.

## O albumu
Nakon gotovo desetogodišnje glazbene pauze, riječka skupina Laufer održala je dva povratnička koncerta od kojih je posljednji održan na festivalu 'Fiju Briju'. Njihov povratak na scenu popraćen je objavljivanjem kompilacije Epitaf, na kojoj se nalaze njihove najizvođenije skladbe. Epitaf je ujedno i zadnji album Laufera na što upućuje i njegovo ime.

## Popis pjesama
1. "Svijet za nas"
2. "Viđđđeno"
3. "Između neba i mora"
4. "Govorim u snu"
5. "Moja voda"
6. "Strašila"
7. "Lopov Jack"
8. "Ljubav kao heroin"
9. "Vampir"
10. "Mjesečev rog"
11. "Možda"
12. "Dio tebe"
13. "Bio sam kiša"
14. "Umorni kompas"
15. "Jedino što zna"
16. "Funkomatic"
17. "Hej tata"
18. "Pustinje"

## Vanjske poveznice
- Diskografija.com - Recenzija albuma